# Ismael Peña-López
Ismael Peña-López (Mataró, 1973) és un professor universitari i investigador català. Va ser director de l'Escola d'Administració Pública de Catalunya (EAPC)  desde 2021 fins a 2024.
Ha fet recerca en diversos països i va col·laborar amb el Programa de les Nacions Unides per al Desenvolupament (PNUD), el Banc Mundial, la Generalitat de Catalunya, la Diputació de Barcelona o l'Ajuntament de Barcelona, entre d'altres, en àmbits com la participació digital, les dades obertes, el govern obert, el govern electrònic o la inclusió digital. El juny de 2018 fou nomenat director general de Participació Ciutadana i Processos Electorals de la Generalitat de Catalunya, càrrec que va ocupar fins al 2021, quan va ser nomenat director de l'EAPC.
Ha col·laborat amb mitjans com El Periódico de Catalunya o El Diario.

## Llibres
- amb Francesc Balagué Puxan. Acción comunitaria en la Red (en castellà).  Barcelona: Graó, 2012.
- Convirtiendo participación en soberanía: el caso de decidim.barcelona (en castellà), 2019. ISBN 978-84-17580-06-3.